# Lavaredo
O Lavaredo é característico pelos seus três cumes (em italiano:  Tre Cime di Lavaredo) e encontram-se nos Alpes, a 2 999 m de altitude, mais precisamente na cordilheira das Dolomitas, na fronteira entre o Véneto e no sul do  Tirol italiano, na Itália, e consideradas como a maravilha natural mais notável nas Dolomitas.

## Toponímia
O Lavaredo é formado por três cumes:
- Cima Grande, a Cima grande, com 2 999 m, e a mais elevada ao centro,
- Cima Ovest ou Cima do oeste, com 2 973 m, e
- Cima Piccola ou Pequena cima, com 2 857 m, mais la plus élégante.

cujo conjunto forma o cume mais famoso das Dolomitas. A Cima Ovest caracteriza-se por face norte vertiginosa com mais 500 m de altura e com alguns

## Geologia
O grupo repousa sobre um pedestal de dolomito, rocha sedimentaria muito friável composta por finas estratificações de argila amarela-avermelhada e de marga calcária sobre a qual repousa a dolomita o que explica  a presença nos pés do talude de rocha.